# Online: Mi hija en peligro
Online: Mi hija en peligro (Online – Meine Tochter in Gefahr) es un telefilme alemán; fue emitido por vez primera en su país de origen el 23 de octubre de 2012; también ha sido emitido en Francia, España y Hungría. Entre sus intérpretes se encuentran Annette Frier, Jamie Bick y Johannes Brandrup.

## Argumento
Katja (Annette Frier) se está divorciando de su marido. Mientras, su hija Jessy (Jamie Bick) se encierra en sí misma y utiliza internet como válvula de escape. Jessy, a sus 12 años, no tiene amigos y está constantemente conectada a la red, donde sí tiene numerosos seguidores, entre ellos otra niña llamada Chrissy. Katja le corta a Jessy el acceso a Internet, aunque gracias a un compañero de clase Jessy logra conectarse de nuevo. A partir de ese momento, alguien hackea el correo electrónico de Katja, dejando su cuenta bancaria en números rojos y haciéndole perder su trabajo y sus amigos. Cuando Jessy acude a una cita con Chrissy y desaparece, la única persona en la que Katja podrá confiar para recuperar a su hija será el policía Marc Redel (Johannes Brandrup). Ambos sospechan que detrás de todo lo que está ocurriendo está "Chrissy", con la que Jessy chateaba continuamente.

## Reparto
- Annette Frier ... Katja Waiser
- Jamie Bick ... Jessy Waiser
- Christoph Grunert ... Michael Waiser
- Knud Riepen ... Christian Waiser
- Johannes Brandrup ... Marc Redel
- Robert Dölle ... Torben Marquas
- Sonja Baum ... Petra Olden
- Astrid Posner ... Kirsten Bloch
- Sabrina White ... Maike
- Anna Schäfer ... Barbara
- Damian Hardung ... Lars

## Doblaje al español
Dobladores en España:

Actor de doblaje (personaje)
- María Jesús Nieto (Katjia Waiser)
- Blanca Hualde (Jessy Waiser)
- Luis bajo (Michael Waiser)
- Roberto Encinas (Marc Redel)
- Eduardo Bosch (Christian Waiser)
- David García Vázquez (Torben Marquas)
- Margot Lago (Petra Olden)
- Rodri Martín (Lars)
- María del Mar Jorcano (Kirsten Bloch)
- Crismar López (Maike)
- Ana Richart (Barbara)
- Cecilia Santiago
- Juan Carlos Lozano